# Saison 2 de Star ou Boucher
Cet article présente le guide des épisodes de la deuxième saison de la série télévisée Star ou Boucher.